# کارولا لوتی
کارولا لوتی (ایتالیایی: Carola Lotti؛ ۲۴ ژوئن ۱۹۰۷ – ۱۱ سپتامبر ۱۹۹۰) بازیگر اهل ایتالیا بود.
از فیلم‌ها یا مجموعه‌های تلویزیونی که وی در آن‌ها نقش داشته است می‌توان به «چه مردان رذلی هستید!» اشاره نمود.